# Sauver ou périr (film)
Pour les articles homonymes, voir Sauver ou périr.
Pour plus de détails, voir Fiche technique et Distribution.
Sauver ou périr est un drame français réalisé par Frédéric Tellier, sorti en 2018.
Le titre est la devise de la Brigade de sapeurs-pompiers de Paris.

## Synopsis
Franck, sapeur-pompier depuis l'âge de dix-huit ans, est heureux dans son métier. Il vit dans sa caserne avec son épouse et il est père  de jumelles. 
Un jour, alors qu'il est en intervention, il se sacrifie pour ses hommes et se réveille dans un service hospitalier destiné aux grands brûlés. 
Le film retrace son parcours du combattant pour retrouver une vie presque normale et réapprendre à vivre.

## Fiche technique
- Titre : Sauver ou périr
- Réalisation : Frédéric Tellier
- Scénario : David Oelhoffen et Frédéric Tellier
- Photographie : Renaud Chassaing
- Montage : Gwen Mallauran
- Décors : Gwendal Bescond, Arnaud Bouniort
- Musique : Christophe Lapinta
- Producteur : Julien Madon
- Production : A Single Man
- SOFICA : Cinécap 1, Cinémage 12, LBPI 11, Manon 8, Palatine Étoile 15, Sofitvciné 5
- Distribution : Mars Films
- Pays d’origine :  France
- Genre : drame
- Durée : 116 minutes
- Date de sortie :
  - France : 28 novembre 2018

## Distribution
- Pierre Niney : Franck Pasquier, sapeur-pompier de Paris
- Anaïs Demoustier : Cécile Pasquier, l'épouse de Franck
- Vincent Rottiers : Martin, sapeur-pompier de Paris et ami de Franck
- Sami Bouajila : Dr Almeida, médecin du service des grands brûlés
- Chloé Stefani : Nathalie, infirmière
- Damien Bonnard : Marlo
- Élisabeth Commelin : la mère de Franck
- Calypso Buijtenhuijs : Caporal Fameaux
- Yasin Houicha : Bouchara

## Production
Ce film est en partie inspiré de plusieurs faits réels.

## Accueil

### Réception critique
La presse francophone est, dans l'ensemble, déçue par ce film. Ainsi, François-Xavier Lerbré estime, dans Maze, que « Sauver ou périr s’apparente plus à une publicité pour rejoindre la caserne qu’à un vrai beau film dramatique ». De son côté, François Lévesque, dans Le Devoir, s'il reconnait la charge émotionnelle véhiculée, déplore que « rien n’étonne ni ne surprend dans ce récit bien intentionné ». En revanche, Julien Dugois, dans Le Mag du Ciné, s'il estime que « chacun des protagonistes (est) un élément calibré à rendre l’ensemble attendrissant », conclut que le film est « un drame qui ne sombre jamais dans le pathos lourdaud ».
Le film est mieux accueilli par le public (noté 4,1 sur 5 sur Allocine).

### Box-office
| Pays ou région | Box-office        | Date d'arrêt du box-office | Nombre de semaines |
| -------------- | ----------------- | -------------------------- | ------------------ |
| France         | 1 012 919 entrées | 5 février 2019             | 11                 |